# راينوسو
بلدية راينوسو (بالإسبانية: Reinoso)‏, هي إحدى بلديات مقاطعة برغش, التي تقع في منطقة قشتالة وليون, والتي تقع في شمال غرب إسبانيا.
يبلغ عدد سكانها 23 نسمة وفقاً لإحصائية سنة (2002).